# Heinrich Schlüter (director de orquesta)
Heinrich Schlüter, también conocido como Heinz Schlüter o Heinz Schlüter Kaiser (nacido el 7 de diciembre de 1917; fallecido el 12 de agosto de 2012 en Coblenza), fue un director de orquesta y oficial de música militar alemán en la Bundeswehr. Fue Director del Heeresmusikkorps 5 desde 1957 hasta 1979. También fue director de la Banda de Concierto del Ejército de Chile en la década de los años 1980's. Posteriormente también fue director de una orquesta y un coro en Colonia Dignidad.

## Vida
Se sabe que Schlüter ya era muy activo en la música militar alemana durante la Segunda Guerra Mundial. En 1957 Schlüter fue nombrado director del Heeresmusikkorps 5 de la Bundeswehr ubicado en Coblenza con el grado de teniente coronel (Oberstleutnant). Durante este tiempo Heinrich Schlüter realizó múltiples grabaciones de álbumes de música militar alemana, como los 5 Volúmenes "Deutsche Heeresmärsche Aus Der Preußischen Armeemarschsammlung" grabados en colaboración con el director y ese entonces Director de música militar de la Bundeswehr, Johannes Schade y fueron publicados en formato de Vinilo LP y Casete entre 1975 y 1979. También Schlüter grabó el disco Deutsche Präsentier- und Parademärsche, Distribuido por la editorial alemana de extrema derecha Munin-Verlag, en este disco se incluyeron mayormente marchas militares prusianas, pero igualmente se incluyeron 3 marchas militares nazis las cuales fueron "Ostpreußen-Marsch", "Vor Modlin" y "Panzergrenadiere" compuestas específicamente en honor a las SS de la Alemania nazi.
Después de su retiro en 1979, en 1981 Schlüter fue contratado por el Ejército de Chile para dirigir la Banda de Concierto del Ejército de Chile fundada en 1963. Años después durante una visita a Colonia Dignidad, asumió la dirección de la orquesta y coro de dicha secta. Para ello, Schlüter viajaba cada año durante dos meses en el verano a Colonia Dignidad. Mientras trabajaba para la secta, Schlüter observó cómo el líder de la secta, Paul Schäfer, acosaba a los miembros de la secta. También Schüter tuvo múltiples discusiones con Paul Schäfer debido a su práctica de matar peces con electricidad mientras algunos miembros de la secta estaban en el agua.
A principios de 1995/1996 Schlüter visitó por última vez Colonia Dignidad.
Schlüter también fue profesor de música en las bandas militares del ejército de Chile y también fue profesor de música privado en Chile.

## Vida personal
Heinrich Schlüter estuvo casado con Klara Schlüter (1914-2020), quien también solía acompañar a Schlüter a Colonia Dignidad.  En la década de 1940, Schlüter vivió en Berlín, desde 1956 en Coblenza y desde 2011 en Rothenklempenow. Falleció el 12 de agosto del 2012 a la edad de 94 años en Coblenza y fue enterrado en el mar.

## Discografía
Desde 1957 hasta 1979 Schlüter dirigió el Heeresmusikkorps 5 con el cual grabó múltiples álbumes de música militar alemana. Algunos de estos álbumes también fueron grabados en colaboración con el director y ese entonces Director de música militar de la Bundeswehr, Johannes Schade.
- 1973. Zwischen Rhein und Mosel.
- 1975. Deutsche Heeresmärsche aus der preußischen Armeemarschsammlung.
- 1976. Deutsche Heeresmärsche aus der preußischen Armeemarschsammlung – Volumen 2.
- 1976. Deutsche Heeresmärsche aus der preußischen Armeemarschsammlung - Volumen 3.
- 1978. Deutsche Heeresmärsche aus der preußischen Armeemarschsammlung - Volumen 4.
- 1979. Deutsche Heeresmärsche aus der preußischen Armeemarschsammlung - Volumen 5.
- 1975. Deutsche Heeresmärsche aus der sächsischen Armeemarschsammlung.
- 1976. Königlich preussische Armeemärsche.
- 1976. Die Jubiläumsparade Der Bundeswehr.
- 1978. Deutsche Heeresmärsche aus der bayerischen Armeemarschsammlung.
- 1979. Deutsche Heeresmärsche aus Hannover und Hessen.
- In Vino Veritas
- Deutsche Präsentier- und Parademärsche.
- Der Große Zapfenstreich.
- Freudenklänge.
- 2001. Deutsche Armeemärsche und Der große Zapfenstreich. (Álbum recopilatorio)